# Pharmakon
Pharmakon – albański film fabularny z roku 2012 w reżyserii Joni Shanaja. W 2012 film został zgłoszony jako albański kandydat do nagrody Amerykańskiej Akademii Filmowej w kategorii: najlepszy film nieanglojęzyczny.

## Opis fabuły
Debiut reżyserski Joni Shanaja. Akcja filmu rozgrywa się współcześnie, na przedmieściach Tirany. Branko pracuje w aptece, której właścicielem jest jego ojciec, Sokrat, znany w Albanii onkolog, dopuszczający się nadużyć w prowadzonej przez niego klinice. Praca w aptece jest jedyną szansą dla Branko, który nie potrafi znaleźć innej pracy. Kiedy Branko rozpoczyna romans z pielęgniarką Sarą, ta ujawnia, że była molestowana seksualnie przez Sokrata, który obiecywał ocalić życie jej chorej matki.
Premiera filmu odbyła się w kinie Millenium w Tiranie.

## Obsada
- Klevis Bega jako Branko
- Niko Kanxheri jako Dr Sokrat
- Olta Gixhari jako Sara
- Vasil Goda jako Sherifi
- Panajot Aliu jako Gjergji
- Jonida Shehu jako dziennikarka
- Anxhela Cikopano jako recepcjonistka
- Odeta Cunaj jako dziewczyna z salonu piękności
- Elidon Alka
- Laura Baholli